# Speleonectes
Genre
Speleonectes est un genre de rémipèdes de la famille des Speleonectidae.

## Distribution
Les espèces de ce genre sont endémiques des Antilles. Elles se rencontrent aux Bahamas et à Cuba.

## Liste des espèces
Selon World Register of Marine Species (13 décembre 2017) :
- Speleonectes epilimnius Yager & Carpenter, 1999
- Speleonectes gironensis Yager, 1994
- Speleonectes kakuki Daenekas, Iliffe, Yager & Koenemann, 2009
- Speleonectes lucayensis Yager, 1981
- Speleonectes minnsi Koenemann, Iliffe & van der Ham, 2003
- Speleonectes tanumekes Koenemann, Iliffe & van der Ham, 2003

## Systématique et taxinomie
Pour Hoenemann, Neiber, Humphreys, Iliffe, Li, Schram et Koenemann en 2013, les espèces "Speleonectes" epilimnius, "Speleonectes" tanumekes et "Speleonectes" gironensis ne sont pas congénériques avec Speleonectes lucayensis mais aucun genre alternatif n'a été proposé.

## Publication originale
- (en) Yager, 1981 : A new class of Crustacea from a marine cave in the Bahamas. Journal of Crustacean Biology, vol. 1, no 3, p. 328–333.